# رخصة القيادة في أوكرانيا

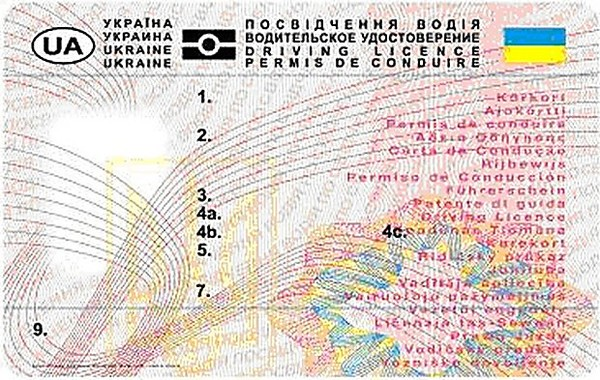
الجزء الأمامي من رخصة القيادة الأوكرانية (إصدار عام 2013).

رخصة القيادة في أوكرانيا (بالأوكرانية:Водійське посвідчення or officially посвідчення водія на право керування транспортним засобом відповідної категорії) هي الوثيقة الرسمية التي تسمح لحاملها بتشغيل أنواع مختلفة من السيارات على الطرق العامة.